# 奧里赫斯塔德

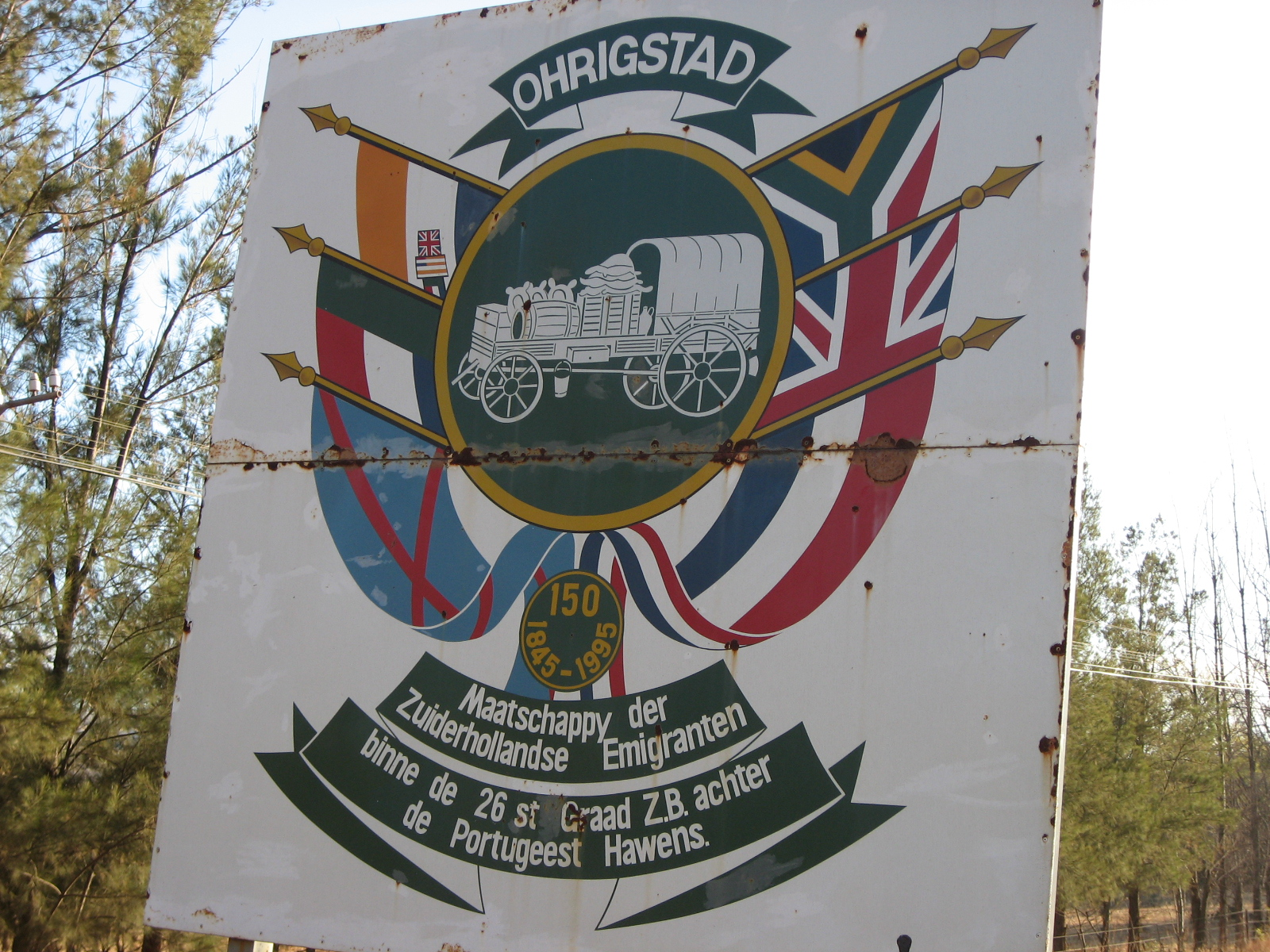
奧里赫斯塔德

奧里赫斯塔德是南非的城鎮，位於該國東北部，由林波波省負責管轄，始建於1845年，面積8.76平方公里，2001年人口202，人口密度每平方公里23人。

## 外部連結
- Ohrigstad's home page